# 沙塵天使 (漫威漫畫)
沙塵天使（英語：Angel Dust），本名克莉絲汀娜（Christina），是漫威漫畫旗下的一名虛構漫畫角色，由傑夫·強斯與肖恩·馬丁布魯（Shawn Martinbrough）創作。她在漫畫《莫洛克斯》#1（2002年6月出版）中首次登場，是一名變種人。此外，沙塵天使還曾在電影《惡棍英雄：死侍》（2016年）中出場，由吉娜·卡拉諾飾演。

## 出版歷史
沙塵天使在漫畫《莫洛克斯》#1（2002年6月出版）中首次登場，由傑夫·強斯與肖恩·馬丁布魯（Shawn Martinbrough）創作。她是一位黑髮黃眼，110磅（50）重，約165公分高的女子。

## 人物
克莉絲汀娜（Christina）出生在美國伊利諾州的芝加哥，與父母過著幸福快樂的日子，直到一次，她的能力顯現出來，讓她意識到自己是名變種人。因為無法控制自己的能力（她的能力是由腎上腺素激發的，每當腎上腺素過高就會失控），且擔心父母得知真相，克莉絲汀娜決定離家出走。她與一群變種人在一座廢棄的地鐵站（變種人團體莫洛克斯在芝加哥的分部）生活。地鐵站的成員包含領導人郵差、細胞、電氣夏娃、垃圾蟲、落葉與商人等人。
一次，地鐵站遭到哨兵機器人（專門獵殺變種人的機器人）攻擊，郵差將克莉絲汀娜送回家。克莉絲汀娜鼓起勇氣告訴父母真相，但出乎克莉絲汀娜意料之外，她的父母接納了她。在與同伴們催毀一個哨兵機器人基地後，克莉絲汀娜回家與父母團聚。在《屠殺》的劇情線中，克莉絲汀娜被神盾局去除了超能力。

## 能力
沙塵天使能讓她的腎上腺素升高，讓自身在短時間內獲得超乎常人的力氣。她能舉起800磅（400）至55,000磅（25公噸）的物體。除了力氣，她的移動速度、敏捷度與耐力都會增強。腎上腺素消退後，她的能力就會消失，同時也會累癱一陣子。沙塵天使無法控制自身能力，其超能力是經由她的情緒如憤怒和恐懼所激發的，因此要是她被情緒淹沒，就會造成失控。

## 其他媒體

### 電影
- X戰警電影系列
  - 《惡棍英雄：死侍》（2016年），由吉娜·卡拉諾飾演[7]。沙塵天使與阿賈克斯（英语：Ajax (comics)）一同將傭兵韋德·威爾森（Wade Wilson）改造成擁有癒合能力的超級人類「死侍」[8][9]。卡拉諾原本打算戴上黃色隱形眼鏡來符合沙塵天使在漫畫中的樣貌，但化妝設計師比爾·科索（英语：Bill Corso）不打算這麼做[10]。

## 外部連結
- Marvel.com上有關沙塵天使 （页面存档备份，存于）的資料